# Ерік Леонард Екман
Ерік Леонард Екман (швед. Erik Leonard Ekman; 14 жовтня 1883 — 15 січня 1931) — шведський ботанік та дослідник.

## Біографія
Ерік Леонард Екман народився 14 жовтня 1883 року в Стокгольмі.
У 1907 році здобув ступінь бакалавра в Лундському університеті та вирушив у подорож до Аргентини, отримавши безплатний проїзд від шведської судноплавної компанії. Три місяці він збирав колекцію рослин у провінції Місьйонес, за підтримки місцевої шведської колонії. У той час йому було запропоновано посаду у Шведському музеї природознавства у Стокгольмі, яку він із задоволенням прийняв. Він почав свою службу в музеї у 1908 році. Завдяки фінансовій підтримці фонду Regnell він зміг подорожувати по Європі та навчатися із багатьма видатними ботаніками того часу.
У 1914 році Екман представив свою докторську дисертацію у Лундському університеті. У тому ж році він повинен був брати участь у третій експедиції Regnellian у Південну Америку. Його мета - Бразилія, проте Екман отримав завдання від професорів Ігнаца Урбана (з Берліну)  та Карла Ліндмана (зі Стокгольму), щоб зупинитися на Кубі (на один місяць) та на Гаїті (вісім місяців), для збору зразків для ботанічного проєкту  Ігнаца Урбана Symbolae Antillanae. Екман був змушений це зробити, і його поїздка до Бразилії відклалася ще на два роки через початок Першої світової війни, політичні негаразди у Гаїті та епідемію бубонної чуми на Кубі.
У 1914 році Екман висадився у Гавані і, окрім короткого візиту до Гаїті протягом 1917 року, залишався на Кубі впродовж семи років. 
У 1924 році, після серйозних розбіжностей із Шведською королівською академією наук у Стокгольмі, Екман повернувся на Гаїті (1924-1928 рр.) та у Домініканську республіку, де протягом семи років відкрив сотні нових видів рослин.
Ерік Леонард Екман помер від грипу 15 січня 1931 року в місті Сантьяго-де-лос-Трейнта-Кабальєрос. 

## Вшанування пам'яті
На його честь було названо види рослин:
- Ekmania Gleason[7]
- Ekmaniopappus Borhidi[8]
- Elekmania B.Nord.[9]
- Ekmaniocharis Urb.[10]
- Myrtekmania Urb.[11]
- Ekmanochloa Hitchc.[12]

14 жовтня 1950 року Домініканським урядом та Американським товариством таксономістів на честь Екмана в Сантьяго-де-лос-Кабалєрос була встановлена пам'ятна дошка. У Сантьяго та Санто-Домінго є вулиці, що носять його ім'я. На Кубі у ботанічному саду  є відділення  імені Екмана, з видами рослин, пов'язаними з його дослідженнями.
У 1991 році було засновано шведський фонд Instituto Ekman. Мета фонду — активізація наукового та культурного обміну між Швецією та країнами Карибського басейну.